# ニュースアップ (NHK高松)
ニュースアップは、NHK高松放送局で2003年3月31日から2006年3月31日まで放送されていた香川県向け報道番組。

## 概要
当初は「ニュースアップ香川」のタイトルで開始したが、2004年9月27日から情報ワイド いきいき香川の第2部として毎週平日18時10分～19時に放送されていた。
その日一日の香川県内のニュース・話題を詳しく紹介するほか、生活情報を織り込んで展開する。

## 出演者

### キャスター
- 古賀一
- 嘉内友佳梨
- 高島裕子

## 番組前半の日替わり企画
- 月曜　経済レポート
- 火曜　カメラマン中継（隔週）、防災シリーズ
- 水曜　かがわ最前線
- 木曜　カメラマンレポート
- 金曜　ニュースのことば

## 番組後半の日替わり企画
- 月曜　あなまち通信
- 火曜・水曜　なんでもQ
- 木曜　さぬき人
- 金曜　義経・さぬきを行く